# Camp Dwyer
Camp Dwyer är en flygbas i Afghanistan. Den ligger i provinsen Helmand, i den sydvästra delen av landet, 600 kilometer sydväst om huvudstaden Kabul och 732 meter över havet.